# Dolenje Medvedje Selo
Dolenje Medvedje selo is een plaats in Slovenië en maakt deel uit van de gemeente Trebnje in de NUTS-3-regio Jugovzhodna Slovenija. De plaats telde 48 inwoners op 1 januari 2020.